# Tomoyoshi Fukushima
Tomoyoshi Fukushima (em japonês:  福島 丈貴, Fukushima Tomoyoshi; Kagoshima, 3 de junho de 1993) é um jogador de polo aquático japonês.

## Carreira
Fukushima integrou a Seleção Japonesa de Polo Aquático que ficou em décimo segundo lugar nos Jogos Olímpicos de 2016.